# Список губернаторов Северной Дакоты
Губерна́тор Се́верной Дако́ты является главой исполнительной власти американского штата Северная Дакота. Губернатор имеет полномочия подписать или приостанавливать законы, созывать чрезвычайные сессии  легислатуры штата. Губернатор также возглавляет Промышленную комиссию Северной Дакоты. По должности возглавляет резиденцию губернатора. Нет никаких ограничений на количество сроков для пребывания на посту губернатора.
Нынешний губернатор Дуг Бёргам.

## Флаг губернатора
Губернаторы штата Северная Дакота имеют собственный флаг. Он представлен в виде зелёного полотнища с четырьмя белыми звёздами по углам. В центре полотнища — золотой щит, по диагонали пересечённый лентой фонового зелёного цвета с тремя золотыми звёздами на ней. Внизу на щите изображён стилизованный короткий меч остриём вверх. Под щитом лента с девизом «strength from the soil» (сила из земли). Над щитом расположен тонкий и короткий золочённый лук, пересечённый тремя красными стрелами, а под луком — жёлто-синий колчан.

## Список губернаторов
| N  | Руководитель      | Пребывание в должности            | Партия                                             | Годы жизни |
| -- | ----------------- | --------------------------------- | -------------------------------------------------- | ---------- |
| 1  | Джон Миллер       | 20 ноября 1889 — 7 января 1891    | Республиканская партия США                         | 1843–1908  |
| 2  | Эндрю Бёрк        | 7 января 1891 — 3 января 1893     | Республиканская партия США                         | 1850–1918  |
| 3  | Элай Шортридж     | 3 января 1893 — 10 января 1895    | Демократическая независимая партия Северной Дакоты | 1830–1908  |
| 4  | Роджер Эллин      | 10 января 1895 — 6 января 1897    | Республиканская партия США                         | 1848–1936  |
| 5  | Френк Бриггс      | 6 января 1897 — 15 августа 1898   | Республиканская партия США                         | 1858–1898  |
| 6  | Джозеф Девайн     | 15 августа 1898 — 3 января 1899   | Республиканская партия США                         | 1861–1938  |
| 7  | Фредерик Фенчер   | 3 января 1899 — 10 января 1901    | Республиканская партия США                         | 1852–1944  |
| 8  | Фрэнк Уайт        | 10 января 1901 — 4 января 1905    | Республиканская партия США                         | 1856–1940  |
| 9  | Элмор Сарлес      | 4 января 1905 — 9 января 1907     | Республиканская партия США                         | 1859–1929  |
| 10 | Джон Бёрк         | 9 января 1907 — 8 января 1913     | Демократическая партия США                         | 1859–1937  |
| 11 | Луис Ханна        | 8 января 1913 — 3 января 1917     | Республиканская партия США                         | 1861–1948  |
| 12 | Линн Фрайзьер     | 3 января 1917 — 23 ноября 1921    | Беспартийная Лига                                  | 1874–1947  |
| 13 | Рогвольд Нестос   | 23 ноября 1921 — 7 января 1925    | Ассоциация Независимых Избирателей                 | 1877–1942  |
| 14 | Артур Сорли       | 7 января 1925 — 28 августа 1928   | Беспартийная Лига                                  | 1874–1928  |
| 15 | Уолтер Мэддок     | 28 августа 1928 — 9 января 1929   | Беспартийная Лига                                  | 1880–1951  |
| 16 | Джордж Шейфер     | 9 января 1929 — 31 декабря 1932   | Ассоциация Независимых Избирателей                 | 1888–1948  |
| 17 | Уильям Лэнгер     | 31 декабря 1932 — 21 июня 1934    | Беспартийная Лига                                  | 1886–1959  |
| 18 | Ол Олсон          | 21 июня 1934 — 7 января 1935      | Беспартийная Лига                                  | 1872–1954  |
| 19 | Томас Муди        | 7 января 1935 — 2 февраля 1935    | Демократическая партия США                         | 1878–1948  |
| 20 | Уолтер Уэлфорд    | 2 февраля 1935 — 6 января 1937    | Беспартийная Лига                                  | 1868–1952  |
| 21 | Уильям Лэнгер     | 6 января 1937 — 5 января 1939     | Беспартийная Лига                                  | 1886–1959  |
| 22 | Джон Мозес        | 5 января 1939 — 4 января 1945     | Демократическая партия США                         | 1885–1945  |
| 23 | Фред Аандл        | 4 января 1945 — 3 января 1951     | Республиканская партия США                         | 1897–1966  |
| 24 | Клэренс Брансдейл | 3 января 1951 — 9 января 1957     | Республиканская партия США                         | 1891–1978  |
| 25 | Джон Дэвис        | 9 января 1957 — 4 января 1961     | Республиканская партия США                         | 1913–1990  |
| 26 | Уильям Гай        | 4 января 1961 — 2 января 1973     | Демократическая партия США                         | 1919–2013  |
| 27 | Артур Линк        | 2 января 1973 — 6 января 1981     | Демократическая партия США                         | 1914–2010  |
| 28 | Аллен Олсон       | 6 января 1981 — 1 января 1985     | Республиканская партия США                         | 1938—      |
| 29 | Джордж Синнер     | 1 января 1985 — 15 декабря 1992   | Демократическая партия США                         | 1928—2018  |
| 30 | Эдвард Шейфер     | 15 декабря 1992 — 15 декабря 2000 | Республиканская партия США                         | 1946—      |
| 31 | Джон Ховен        | 15 декабря 2000 — 7 декабря 2010  | Республиканская партия США                         | 1957—      |
| 32 | Джек Дэлраймпл    | 7 декабря 2010 — 15 декабря 2016  | Республиканская партия США                         | 1948—      |
| 33 | Дуг Бёргам        | 15 декабря 2016 — по наст. время  | Республиканская партия США                         | 1956—      |